# هيو بيج
هيو بيج (3 يوليو 1962 - ) (بالإنجليزية: Hugh Page)‏ هو لاعب كريكت جنوب أفريقي. شارك مع منتخب جنوب أفريقيا الوطني للكريكت. أما مع النوادي، فقد لعب مع Northern Cape (cricket team) ‏.